# Néstor Raúl Rossi
Néstor Raúl Rossi, Pipo Rossi, (10 de maig de 1925 - 13 de juny de 2007) fou un futbolista argentí.

## Selecció de l'Argentina
Va formar part de l'equip argentí a la Copa del Món de 1958.

## Referències

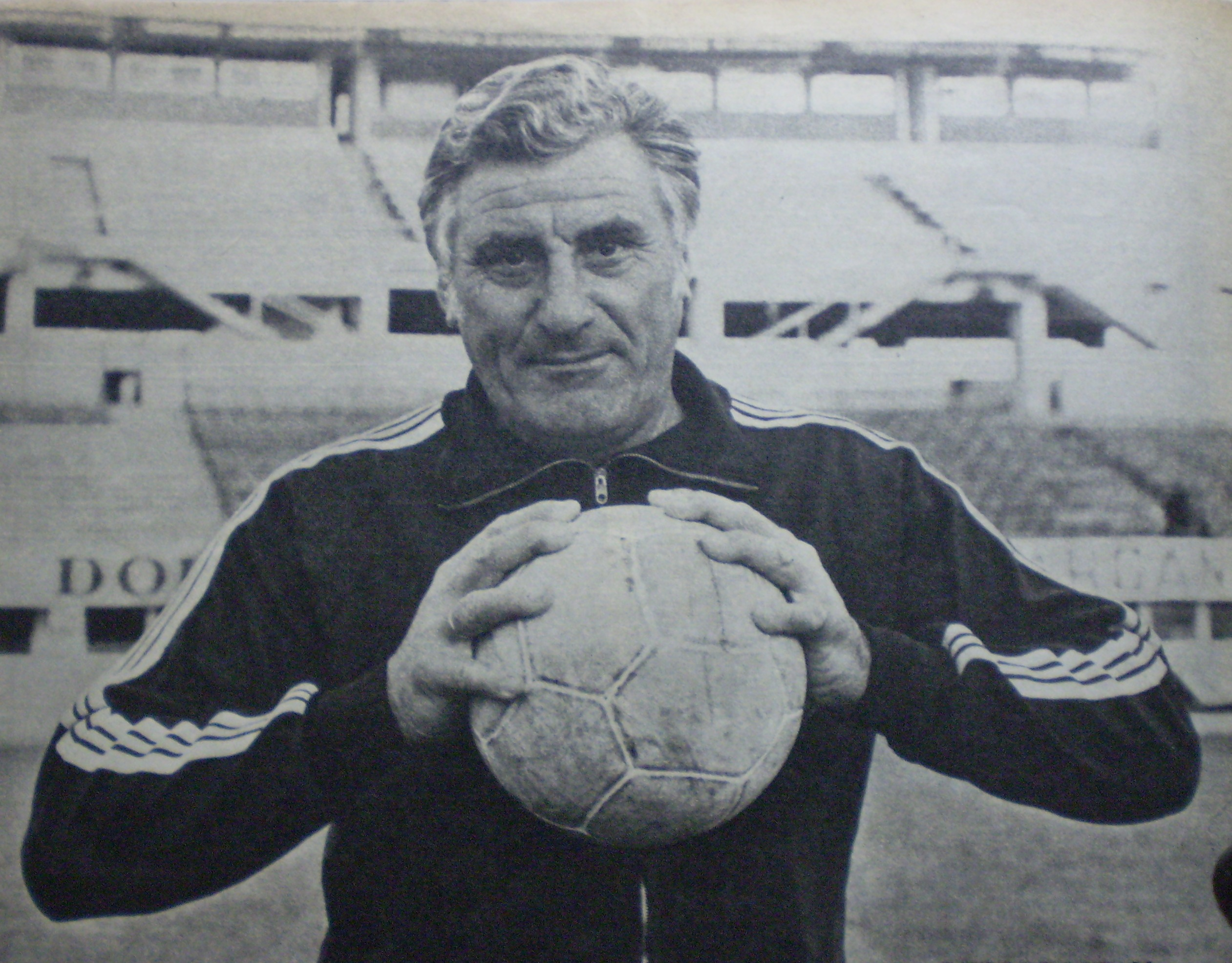
Pipo Rossi el 1973.